# Canadá en los Juegos Olímpicos de Lake Placid 1980
Canadá estuvo representado en los Juegos Olímpicos de Lake Placid 1980 por un total de 59 deportistas que compitieron en 8 deportes.  
El portador de la bandera en la ceremonia de apertura fue el esquiador alpino Ken Read.

## Medallistas
El equipo olímpico canadiense obtuvo las siguientes medallas:
| Nombre          | Deporte               | Competición |
| --------------- | --------------------- | ----------- |
| Oro             |                       |             |
| —               |                       |             |
| Plata           |                       |             |
| Gaétan Boucher  | Patinaje de velocidad | 1000 m M    |
| Bronce          |                       |             |
| Steve Podborski | Esquí alpino          | Descenso M  |